# Municipio de Sunbury Village
El municipio de Sunbury Village (en inglés: Sunbury Village Township) es un municipio ubicado en el condado de Delaware en el estado estadounidense de Ohio. En el año 2010 tenía una población de 4385 habitantes y una densidad poblacional de 514,92 personas por km².

## Geografía
El municipio de Sunbury Village se encuentra ubicado en las coordenadas 40°14′54″N 82°51′55″O / 40.24833, -82.86528. Según la Oficina del Censo de los Estados Unidos, el municipio tiene una superficie total de 8.52 km², de la cual 8.47 km² corresponden a tierra firme y (0.55%) 0.05 km² es agua.

## Demografía
Según el censo de 2010, había 4385 personas residiendo en el municipio de Sunbury Village. La densidad de población era de 514,92 hab./km². De los 4385 habitantes, el municipio de Sunbury Village estaba compuesto por el 95.3% blancos, el 1.14% eran afroamericanos, el 0.16% eran amerindios, el 0.98% eran asiáticos, el 0.11% eran isleños del Pacífico, el 0.8% eran de otras razas y el 1.51% pertenecían a dos o más razas. Del total de la población el 1.71% eran hispanos o latinos de cualquier raza.